# Långtjärnen (Ramsjö socken, Hälsingland, 690728-148102)
Långtjärnen är en sjö i Ljusdals kommun i Hälsingland och ingår i Ljusnans huvudavrinningsområde. Sjön har en area på 0,108 kvadratkilometer och ligger 319 meter över havet.

## Delavrinningsområde
Långtjärnen ingår i det delavrinningsområde (690649-148083) som SMHI kallar för Mynnar i Sillerboån. Medelhöjden är 326 meter över havet och ytan är 5,76 kvadratkilometer. Det finns ett avrinningsområde uppströms, och räknas det in blir den ackumulerade arean 27,6 kvadratkilometer. Ensjöbäcken som avvattnar avrinningsområdet har biflödesordning 3, vilket innebär att vattnet flödar genom totalt 3 vattendrag innan det når havet efter 190 kilometer. Avrinningsområdet består mestadels av skog (90 procent). Avrinningsområdet har 0,11 kvadratkilometer vattenytor vilket ger det en sjöprocent på 1,9 procent.